# آبنوس هافمن
آبنوس هافمن (انگلیسی: Ebony Hoffman؛ زادهٔ ۲۷ اوت ۱۹۸۲) بازیکن بسکتبال اهل ایالات متحده آمریکا است.
وی در مسابقات کشوری و بین‌المللی در مجموع برندهٔ ۱ مدال طلا شده‌است.